# Coma of Souls
Coma of Souls peti je studijski album njemačkog thrash metal sastava Kreator. Objavljen je 6. studenog 1990. godine, a objavila ga je diskografska kuća Noise Records.
Zadnji je album na kojem sviraju isključivo thrash metal, do Violent Revolution iz 2001. godine, na kojem se vraćaju isključivo na poznati thrash metal iz 1980-ih.

## Popis pjesama
| 1.    | »When the Sun Burns Red«  | 5:31 |
| 2.    | »Coma of Souls«           | 4:19 |
| 3.    | »People of the Lie«       | 3:16 |
| 4.    | »World Beyond«            | 2:03 |
| 5.    | »Terror Zone«             | 5:57 |
| 6.    | »Agents of Brutality«     | 5:17 |
| 7.    | »Material World Paranoia« | 5:01 |
| 8.    | »Twisted Urges«           | 2:47 |
| 9.    | »Hidden Dictator«         | 4:50 |
| 10.   | »Mental Slavery«          | 5:44 |
| 44:45 |                           |      |

## Zasluge
Kreator
- Ventor – bubnjevi
- Mille Petrozza – vokali, gitara
- Roberto Fioretti – bas-gitara
- Frank Blackfire – gitara

Ostalo osoblje
- Jason Roberts – inženjer zvuka
- Martin Backer – fotografija
- Steve Heinke – inžnjer zvuka, miksanje
- Andreas Marschall – ilustracije
- Randy Burns – produciranje, inženjer zvuka, miksanje
- Karl-U. Walterbach – izvršni producent